# Pattada
Pattada (sardisk: Patàda) er en by og en kommune (comune) i provinsen Sassari i regionen Sardinien i Italien. Byen ligger i 794 meters højde og har 3.084 indbyggere (2016). Kommunen har et areal på 164,88 km² og grænser til kommunerne Benetutti, Buddusò, Bultei, Nughedu San Nicolò, Nule, Oschiri, Osidda og Ozieri.